# WC Experience
WC Experience est un groupe néerlandais de rock 'n' roll, originaire de Raamsdonksveer, dans le Brabant-Septentrional.

## Histoire
WC Experience est un groupe de musique festive basé dans le Brabant-Septentrional et actif depuis 1989. Le groupe est formé par le leader Patrick Marcelissen et l'ancien membre du groupe Richard Verschuren. Ils commencent par écrire des paroles humoristiques sur des tubes connus. Au fil du temps, cependant, le groupe commence à écrire de plus en plus ses propres chansons. WC Experience chante dans le dialecte de Raamsdonksveer, comme par exemple sur le morceau Bakkes oep ne kaai : « Bakkes oep ne kaai, Voile shitzooi, Pannekoek, Fritske d'n oolifaant et Maag ik hier rooke ». Fin 2009, ils reçoivent le prix du « meilleur groupe de dialecte des Pays-Bas ».
En 2024, leur ancien bassiste pendant 25 ans, Peter Jansen, décède à l'âge de 75 ans. Fin 2024, ils continuent leurs tournées et jouent notamment au CityFest en septembre de cette année.

## Discographie

### Albums studio
- 1993 : Voile Shitzooi
- 1994 : Zesdelig Pak
- 1995 : De Beste Voile Shitzooi
- 1996 : Faktor 183
- 1998 : Ja Wè Nou!
- 1998 : Dus Zodoende
- 2000 : Klets
- 2004 : Watt 'n Balle
- 2007 : Ruwe mix
- 2007 : Live in Almkerk (DVD)
- 2009 : Hoge Noo(t)d
- 2013 : Pak Aon
- 2015 : Zo es ge ze nog nooit gehord gehad hed
- 2018 : welluk?!

### Albums live
- 2001 : Live In De Tent (live)
- 2005 : In de Vorstverlet (unplugged live)
- 2010 : Koloszaal (CD-DVD live)
- 2012 : Oud-Op-Nieuw (album live)

### Singles
- 1995 : Voile Shitzooi
- 1996 : Zeilschip Naor Moskou
- 1997 : Botterham Mee Weggewaaid Zaand
- 1998 : Fritske D'n Oolifaant
- 1999 : Kletspraotpolonaise
- 2001 : 10 Jaor Live In Gilze (Limited Edition)
- 2002 : Is Everybody Sjaggerijnig?!
- 2005 : Jo Zunne Deo
- 2006 : In De Derde Helluft
- 2007 : Die Kleine Merel (avec Met Anita)
- 2008 : Jansen
- 2012 : Don't Mezz With... WC Experience Fanclub (exclusief uitgebracht voor de leden van de WC Experience-fanclub)